# Rattus blangorum
Espèce
Statut de conservation UICN

 DD  : Données insuffisantes
Rattus blangorum est une espèce de rongeur de la famille des Muridae, du genre Rattus, endémique d'Indonésie.

## Taxonomie et classification
L'espèce est décrite pour la première fois par le zoologiste américain Gerrit Smith Miller, Jr en 1942. Connue par deux seuls spécimens dont l'holotype, l'espèce est d'abord considérée comme distincte par Miller puis comme un synonyme de Rattus tiomanicus par Musser et Califa en 1982. De récentes recherches, notamment sur des mesures morphologiques, tendent à distinguer R. tiomanicus bien que la question reste encore discutée.

## Distribution et habitat
L'espèce est endémique d'Indonésie et se rencontre uniquement à proximité du camp de base de Blangnanga, dans le piémont du Gunung Leuser, dans le nord de Sumatra. L'espèce a été collectée à 1 097 mètres d'altitude.

## Rattus blangorumet l'Homme

### Menaces
L'Union internationale pour la conservation de la nature la place dans la catégorie « Données insuffisantes » par manque de données relatives au risque d'extinction en 2008.